# Ga Sendai (Miyagi)
Ga Sendai (仙台駅 (Tiên Đài Dịch) Sendai eki) là nhà ga xe lửa chính ở trung tâm Sendai, Nhật Bản. Ga này nằm trong phường Aoba, Sendai.

## Cấu trúc nhà ga
Ga Sendai phục vụ các tuyến JR East, Sendai Airport Transit, và Sendai Subway.

### JR East
- Tōhoku Shinkansen
- Akita Shinkansen
- Tuyến Tōhoku Chính
- Tuyến Joban
- Tuyến Senseki
- Tuyến Senzan

### Sendai Airport Transit
- Tuyến Sendai Airport

### Sendai Subway
- Tuyến Sendai Subway Namboku
- Tuyến Sendai Subway Tozai

## Các ga lân cận
Công ty đường sắt Đông Nhật Bản (JR East)
■Tōhoku Shinkansen
Ga Shiroishi-Zaō - Ga Sendai - Ga Furukawa
■Tuyến Tōhoku
Ga Nagamachi - Ga Sendai - Ga Higashi-Sendai
Sendai Metro
Tuyến Namboku
Ga Hirose-dōri - Ga Sendai - Ga Itsutsubashi
Tuyến Tozai
Ga Aobadōri-Ichibanchō - Ga Sendai - Ga Miyagino-dōri